# Ірина Лазуткіна
Ірина Лазуткіна — українська журналістка та письменниця, авторка книжок для дітей.

## Життєпис
Народилася у містечку Сквира, що на Київщині 30 травня 1990 року. Закінчила КУ ім. Бориса Грінченка. Навчалася у школі пілотів Київського повітроплавного товариства та була членкинею льотного екіпажу на Чемпіонаті України з повітроплавання. Працювала кореспонденткою на телебаченні і головною редакторкою часопису Я — повітроплавець. 
Учасниця поетичних фестивалів Трипільське коло, Йоганснен fese, Terra poetica, Київські лаври. Фіналістка літературного конкурсу Dictum'. Лауреатка гран-прі фестивалю буктрейлерів Book fashion за найкращий сценарій.
Живе у Києві. Одружена з поетом, журналістом Дмитром Лазуткіним, має двох доньок.

## Твори
- Єнотик Бо і повітряна куля [Архівовано 5 листопада 2021 у Wayback Machine.] / Ірина Лазуткіна. — Львів : Видавництво Старого Лева, 2019. — 104 с. — ISBN 978-617-679-567-4.
- Єнотик Бо і дивний-дивний сніг [Архівовано 5 листопада 2021 у Wayback Machine.] / Ірина Лазуткіна. — Львів : Видавництво Старого Лева, 2021. — 104 с. — ISBN 978-617-679-954-2.